# シャルル・アンドレ・メルダ
シャルル＝アンドレ・メルダ （Charles-André Merda, 1770年1月10日 - 1812年9月8日）は、フランス革命期からナポレオン戦争にかけて活躍した軍人。彼はテルミドールのクーデターで、ロベスピエールに向かってピストルを発射して顎を砕いたことで歴史に名を残した。

## 生涯

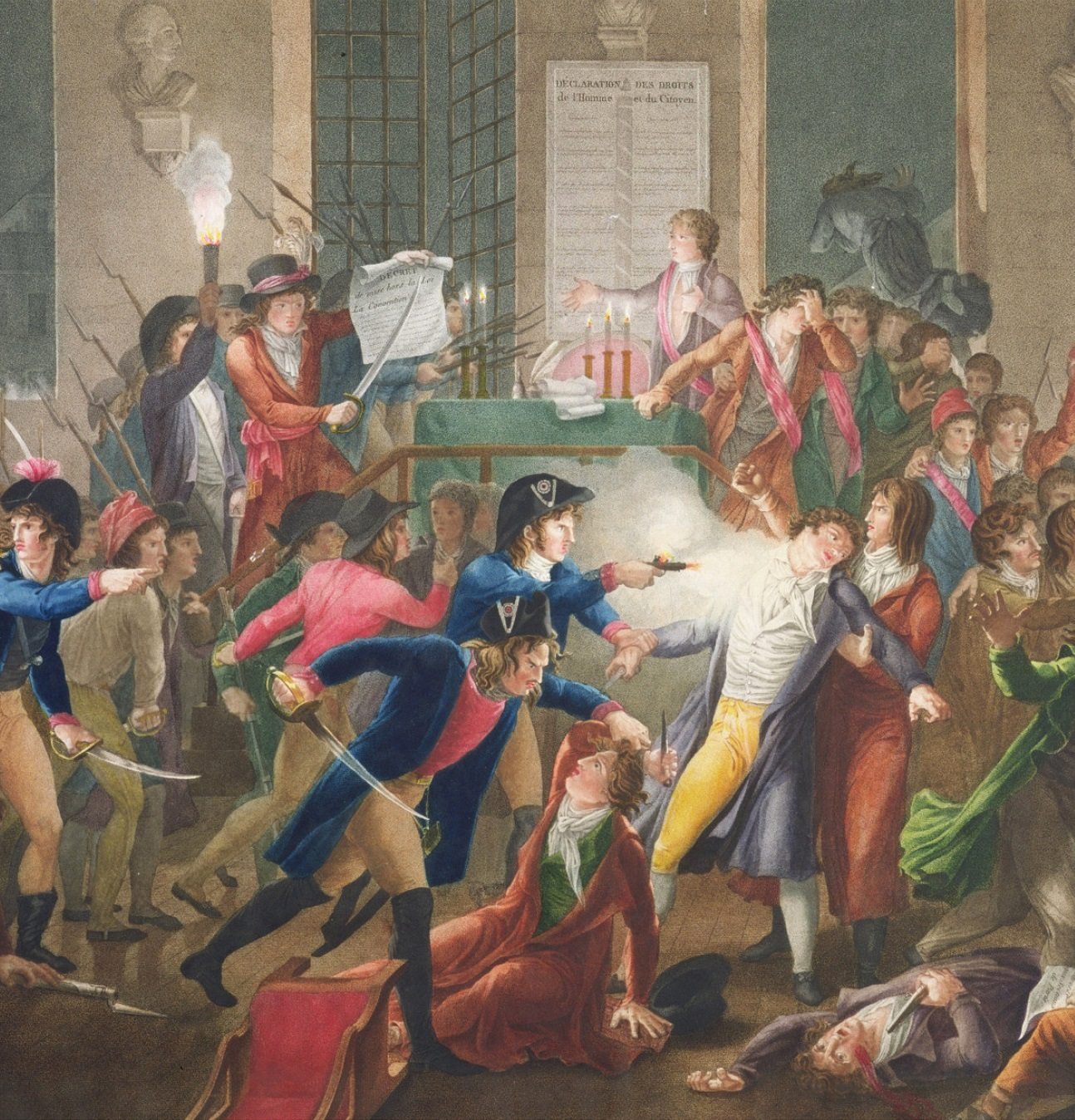
テルミドールのクーデターでシャルル・アンドレ・メルダに撃たれるロベスピエール。史実に忠実かは疑問が残る。

パリで生まれ、軍隊に入って24歳の時に、テルミドールのクーデターが発生する。その時、パリ・コミューンで起こっていることを報告するために公安委員会に走ってきた。彼は、ここで突然コミューン攻撃を委任される。
仲間とともに執務中の彼のところに突入してロベスピエールに向かってピストルを発射した。弾丸はロベスピエールの顎を砕いた。その時、彼が署名していた命令書はサインが途中で途絶え、紙面には血痕が広がっており、生々しい事件の様相を今に伝える史料として残されている（しかし、傷のでき方からすると疑わしく、自殺の失敗であるとする説が有力である）。ロベスピエールは逮捕され、国民公会からこの「勇敢な憲兵」を将軍にしようという話し合いが持たれたほど感謝された。しばらくはもてはやされたが、じきに人々は彼のことを忘れてしまった。
その後、ナポレオンの軍隊で地道に階級を上げて行き、准将にまでなった。男爵に叙され、「メダ(Meda)」と改名している。1812年9月7日、ボロジノの戦いで負傷、翌日に亡くなった。